# Ophiomorus punctatissimus
Ophiomorus punctatissimus là một loài thằn lằn trong họ Scincidae. Loài này được Bibron & Bory De St. Vincent mô tả khoa học đầu tiên năm 1833.